# Santi Sergio e Bacco al Foro Romano

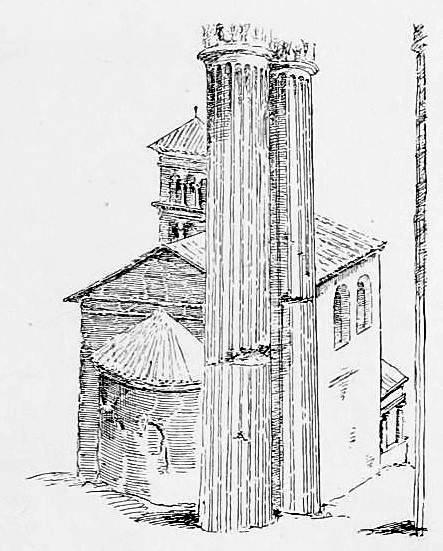
Eine Skizze der Kirche aus dem Jahr 1897

Santi Sergio e Bacco al Foro Romano, auch Santi Sergio e Bacco sub Capitolio genannt, war eine Titeldiakonie und Stationskirche in der Fastenzeit in Rom, welche im 16. Jahrhundert abgerissen wurde. Die Ruinen befinden sich am Forum Romanum.

## Patrozinum und Lage
Die Kirche war den syrischen Märtyrern Sergios und Bakchos geweiht und war eine von vier Kirchen in Rom, die in der Liber Pontificalis unter diesem Namen verzeichnet waren. Heute steht nur noch Santi Sergio e Bacco in Callinico. Da es zwei Kirchen dieser beiden Heiligen in der Nähe des Forum Romanums gab, wurde auch die Lage am Kapitol unterschieden.
Die Kirche wurde in der Nähe des Septimius-Severus-Bogens erbaut. Mariano Armellini erwähnte, dass sie einen kleinen Glockenturm hatte, während Rodolfo Lanciani meinte, dass dieser separat stand. Lanciani schrieb auch, dass dies die einzige Kirche am Forum Romanum war, welche nicht auf den Grundmauern eines anderen Gebäudes erbaut worden war.
Vor ihrer Zerstörung war sie die Stationskirche für den dritten Dienstag in der Fastenzeit. Nachfolgerin wurde Santa Pudenziana.

## Geschichte

### Bau und Erweiterung

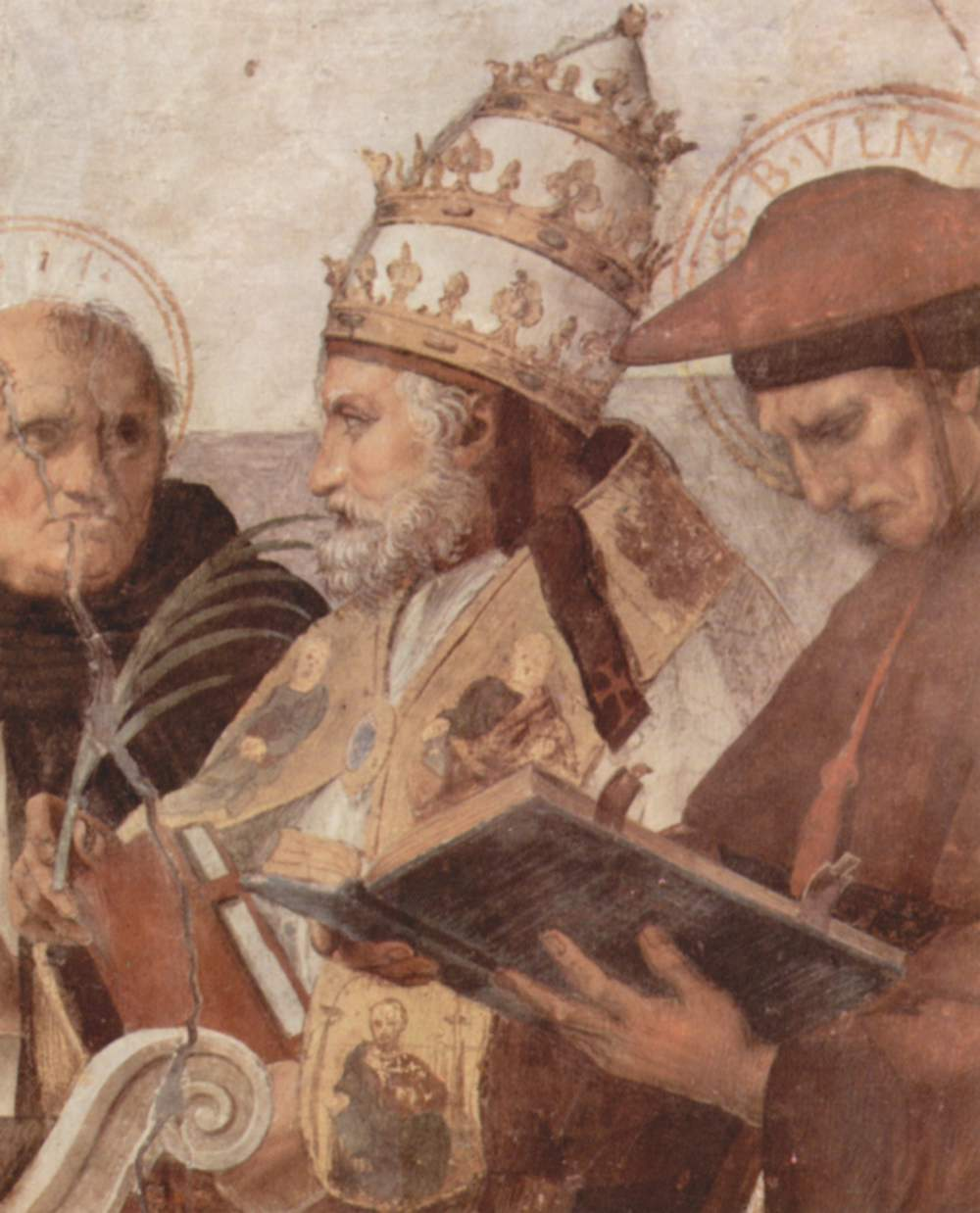
Papst Innozenz III. war Kardinaldiakon der Kirche, bevor er 1198 zum Papst gewählt wurde.

Die Kirche war eine der alten Diakonien in Rom, die für die Versorgung der Armen in Rom errichtet worden waren. 678 wurde sie von Past Agatho zur Titeldiakonie erhoben. Der Syrer Papst Gregor III. (731–741) ließ eine große Erweiterung am bis dahin kleinen Oratorium durchführen.
Papst Hadrian I. (772–795) ließ die Kirche aufgrund ihres schlechten Zustandes renovieren. Ein Pilger aus Einsiedeln bezeichnet die Kirche im selben Jahrhundert als S. Sergii, ibi umbilicum („Die Kirche des Heiligen Sergius, in der Nähe des Umbilicus urbis“). 1199 erscheint die Kirche in einer päpstlichen Bulle von Innozenz III., welche seine Rechte und Privilegien aufführt. Die Bulle listet die Kirchen San Salvatore de statera und San Lorenzo sub Capitolio auf. Dieser Papst war ab 1190 Kardinaldiakon dieser Diakonie und spendete einen Schrein, einen Silberkelch und liturgische Gewänder. Er errichtete auch die Kirchenfassade mit folgender Inschrift.
PENE RVI, QVASI NVLLA FVI, SED ME RELEVAVIT LOTHARIVS [...]
PRIVS POSTQVAM RENOVAVIT. DEQVE MEO PREMIO SVMPTVS PATER VRBIS
ET ORBIS. HOC TAMEN EX PROPRIO FECIT MIHI SIC RENOVOR BIS
Sie erhielt auch Zuwendungen von Leo III. (795–816) und Gregor IV. (827–844).

### Abriss
1461 wurde die Kirche in der Liber Anniversariorum Sancti Salvatoris ad Sancta Sanctorum und 1492 in einem Katalog der römischen Kirchen aufgeführt.
Lanciani und Armellini meinten, dass die Kirche im Auftrag von Papst Paul III. abgerissen worden sei, um den Triumphzug von Karl V. durch den Septimius-Severus-Bogen im Jahr 1536 zu ermöglichen. Hülsen hielt die Geschichte für unglaubwürdig. Er verwies auf die Aufzeichnungen von Michele Lonigo, der schrieb, dass die Kirche langsam zerfiel und 1562 die Reliquien der Heiligen Felicissimus und Agapitus sowie der Leichnam des Vinzenz von Valencia in die Kirche Santa Maria della Consolazione transferiert wurden. Da dies 30 Jahre nach dem Triumphzug geschah, meinte Hülsen, dass die Kirche damals noch nicht abgerissen worden war. 1587 wurde der Kardinalstitel, der mit der Kirche verbunden war, durch Papst Sixtus V. aufgelöst.
Sicher ist, dass am Ende des 16. Jahrhunderts die Kirche nicht mehr vorhanden war. Damals wurden die Pfründen in Höhe von achtzig Kronen auf die Kirche Sant’Adriano al Foro übertragen. Sant’Adriano al Foro ist mittlerweile profaniert worden und nur noch als Curia Iulia bekannt. Beweis für die Zerstörung der Kirche Santi Sergio e Bacco ist ein Katalog aus dem Pontifikat von Papst Pius V. (1566–1572), in welchem Folgendes steht: Sto. Sergio e Baccho sotto Campid[oglio]; ruinato („Santi Sergio und Bacco: zerstört“). Die Reste der Apsis waren bis 1812 erhalten und wurden für die Ausgrabungen des in der Nähe gelegenen Tempels des Vespasian und des Titus abgerissen.

## Kardinaldiakone
Siehe Santi Sergio e Bacco